# Jeremej Jakovljevič Savojini
Jeremej Jakovljevič Savojini (rusko Еремей Яковлевич Савоини), ruski general italijanskega rodu, * 1776, † 1836.
Bil je eden izmed pomembnejših generalov, ki so se borili med Napoleonovo invazijo na Rusijo; posledično je bil njegov portret dodan v Vojaško galerijo Zimskega dvorca.

## Življenje
Rodil se je v Firencah, od koder se je njegova družila leta 1787 preselila v Rusijo (Novorosisk).
Leta 1789 je vstopil v rusko vojsko in 20. decembra 1790 je bil povišan v zastavnika in premeščen v Nikolajevski obalni grenadirski polk, s katerim se je udeležil bitk proti Turkom; za zasluge je bil 11. decembra 1791 povišan v podporočnika in 6. marca 1794 je bil premeščen v Obalni dnjeprovski grenadirski polk. Ko je bil le-ta 8. novembra istega leta razpuščen, je bil premeščen v Črnomorski grenadirski korpus, kjer je bil 22. septembra 1795 povišan v poročnika. Potem je bil premeščen v Ladogaški pehotni polk, kjer je bil 12. decembra 1797 povišan v štabnega stotnika in 19. julija 1803 v majorja. 4. maja 1808 je postal poveljnik svojega polka in 12. decembra istega leta je bil povišan v podpolkovnika. 
Marca 1812 je bil imenovan za brigadnega poveljnika v 26. pehotni diviziji. Med veliko patriotsko vojno se je odlikoval, tako da je bil povišan v generalmajorja. Po koncu vojne se je vrnil v Rusijo, postal poveljnik štirih divizij in postal študijski mentor carjeviča Konstantina Pavloviča. Leta 1825 je bil povišan v generalporočnika. Med poljsko-rusko vojno (1830-31) se je boril samo leta 1831 v Litvi. 
6. decembra 1833 je bil povišan v generala pehote z oznako generaladjutanta.